# Alfonso García (Eishockeyspieler)
Alfonso García (* 2. Februar 1998) ist ein spanischer Eishockeyspieler, der seit 2014 in der Superliga beim CH Majadahonda spielt. 

## Karriere
Alfonso García begann seine Karriere als Eishockeyspieler in der Nachwuchsabteilung des CH Majadahonda, für den er 2014 sein Debüt in der Superliga gab, nachdem er in der Vorsaison bereits in der zweiten Mannschaft eingesetzt wurde, die in der zweiten spanischen Liga spielt. 2015 wurde er von den Komoka Dragons in der 6. Runde des GMHL Drafts an insgesamt 195. Stelle gezogen, blieb aber weiterhin in Majadahonda.

### International
Für Spanien nahm García im Juniorenbereich an den U18-Junioren-Weltmeisterschaften der Division II 2014, 2015 und 2016, als er Topscorer unter den Abwehrspielern des Turniers war, sowie den U20-Junioren-Weltmeisterschaften der Division II 2014, 2015, 2016, 2017 und 2018, als er zum besten Spieler seiner Mannschaft gewählt wurde, teil. Dabei führte er seine Mannschaft bei den U18-Turnieren 2015 und 2016 sowie bei den U20-Turnieren 2016 und 2017 als Kapitän auf das Eis.
Sein Debüt in der Herren-Nationalmannschaft gab er bei der Weltmeisterschaft der Division II 2015, als er im Auftaktspiel gegen den späteren Absteiger Australien traf. Auch 2016, 2017, 2018, 2019, 2022 und 2023, als ihm mit den Iberern nach zwölf Jahren die Rückkehr in die Division I gelang, spielte er für Spanien in der Division II. Zudem vertrat er seine Farben bei den Qualifikationsturnieren für die Olympischen Winterspiele in Pyeongchang 2018 und in Peking 2022.

## Erfolge und Auszeichnungen
- 2018 Aufstieg in die Division II, Gruppe A, bei der U20-Weltmeisterschaft der Division II, Gruppe B
- 2018 Aufstieg in die Division II, Gruppe A, bei der Weltmeisterschaft der Division II, Gruppe B
- 2023 Aufstieg in die Division I, Gruppe B, bei der Weltmeisterschaft der Division II, Gruppe A